# Нікітенко Борис Миколайович
Борис Миколайович Микитенко (1 вересня (20 серпня) 1884, Севастополь — 2 вересня (21 серпня) 1907 , Санкт-Петербург) — політичний діяч, есер, член «Бойової організації», соратник Бориса Вікторовича Савінкова; один з організаторів замаху, що не відбувся, на імператора Миколу II; страчений за вироком Петербурзького військово-окружного суду в селищі Лисячий Ніс під Санкт-Петербургом.

## Біографія

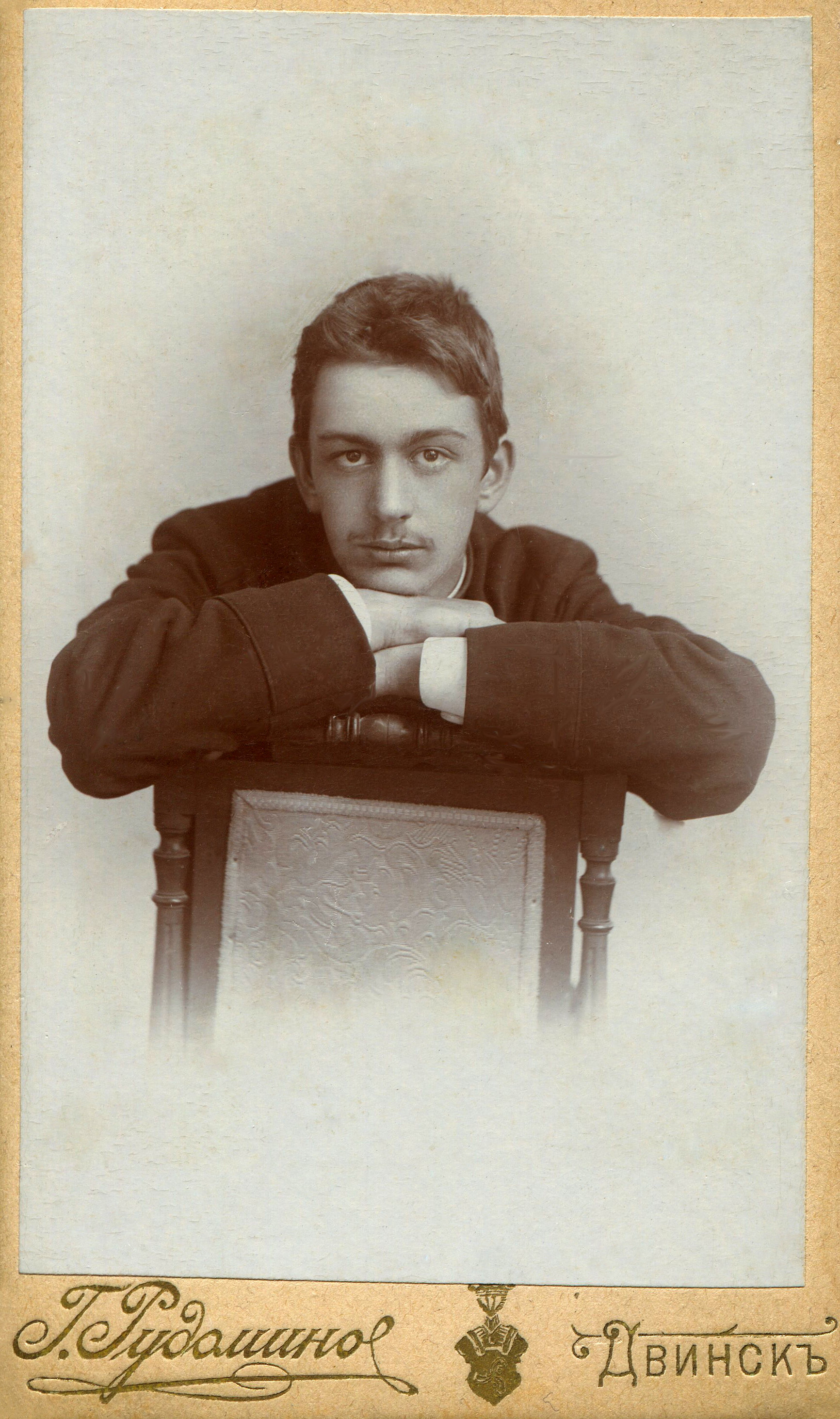
Борис Миколайович Нікітенко у роки навчання у Морському корпусі 1900 р.

Народився в сім'ї артилерійського офіцера, командира першої батареї дислокованої в Севастополі 13 артилерійської бригади Миколи Кіндратовича Нікітенка (24.12.1855 — 1928) та його дружини Анни Андріївни (ур. Ніконової) — дочки адмірала А. І. Ніконова.
Після трьох років навчання у Севастопольському реальному училищі вступив до Санкт-Петербурзького Морського кадетського корпусу. 1902 року гардемарином перебував у закордонному плаванні на крейсері «Генерал-адмірал». Випущений в мічмани 6 травня 1903 в 33 чорноморський флотський екіпаж. Після прибуття на Чорне море був направлений до Миколаєва, де закінчив Штурманські офіцерські класи, після чого отримав призначення на канонерський човен «Запорожець». В 1904 перебував у закордонному плаванні, потім був переведений штурманом на мінний транспорт (загороджувач) «Дунай» .

### У дні повстання на крейсері «Очаків»
Ключовою подією, що вплинула всю подальшу долю Б. М. Нікітенко, виявилося Севастопольське повстання 1905 року. Вихований у сім'ї, де суворо шанувалися існуючі громадські підвалини і була жива пам'ять про діда адмірала Андрія Івановича Ніконова — героя оборони Севастополя, а пізніше його градоначальника і голову Головного військово-морського суду Російської імперії, він відчував на собі й інший вплив. Його дядько Сергій Андрійович Ніконов входив до керівного складу Севастопольського комітету Партії соціалістів-революціонерів (есерів), а минулого був найближчим соратником Олександра Ульянова при підготовці замаху на імператора Олександра III. Був есером і двоюрідний брат М.М. Шишмарьов.Розстріл крейсера «Очаків» 15 листопада 1905 року справив на Б. Н. Нікітенко незабутнє враження. Як пізніше згадував М. Шишмарьов, спочатку за драмою, що розвивається, він пасивно спостерігав з борту транспорту «Дунай», а потім:
«...Борис був посланий на шлюпці з загоном матросів для заняття судна. Таким чином він був першим, хто зійшов на борт Очакова після обстрілу. У той час, коли всі ми ще не звикли до виду крові, як тепер, і не могли байдуже ставитися до живих батальних картин, вид палуби „Очакова“, залитої кров'ю та покритої вбитими та пораненими з відірваними руками та ногами та виверненими нутрощами, зробив на Бориса приголомшливе враження. Він скаржився мені, що ця картина не виходить у нього з пам'яті і що часто, коли він лягає спати, а іноді й серед дня, вона постає перед ним кошмарною галюцинацією.»— 
Ймовірно, великим потрясінням для Бориса Нікітенка виявилася й звістка, що одним із тих, хто розстрілював повсталий крейсер, був його батько. На той час генерал О.М. Меллер-Закомельський доповідав:
«…підполковник Нікітенко, відкрито встановивши гармати на мисі 4-ї батареї фортеці, з відстані 700 сажень сміливо обсипав шрапнеллю палубу бунтівного крейсера, примушуючи його до здачі»— 
Нарешті, за 2 дні після всіх драматичних подій, саме на мінному транспорті «Дунай» заарештованого керівника повстання відставного лейтенанта П. Шмідта перевозили до фортеці Очаків. Зустріч із приниженим та пригніченим П. Шмідтом справила на Бориса Нікітенка важке враження. Про це пізніше у проханні на ім'я імператриці з проханням про помилування сина писала його мати Ганна Андріївна:
«…І тоді ще мій син був у лавах флоту, який утихомирював повстання очаківців, і він керував судном, яке відвозило Шмідта та співучасників із Севастополя до Очаків. Тільки хаос життя, що запанував у нас після цих подій, формений натовп, могли зробити таку зміну в голові мого сина ... »— 
Після придушення повстання у Севастополі та страти П. Шмідта, політичні погляди Б. М. Нікітенко почали поступово змінюватись. Ще кілька місяців він залишався на флоті і навіть отримав чергове звання лейтенанта, але в липні 1906 залишив службу. Його батько підполковник Н. К. Нікітенко зі скорботою і тривогою писав молодшому синові Глібу — кадету Морського корпусу  : «…з його революційними переконаннями залишатися у флоті не можна і тому він виходить у відставку» . Батько пояснював зміни в позиції Бориса «впливом на нього [прим.: революціонерки та родички] Ольги Тарасової  , під вплив якої він остаточно підпав»  .

### Діяльність у складі партії соціалістів-революціонерів
Відставка Бориса Нікітенка збіглася з гучними подіями, що відбулися в Криму, в яких він взяв найбезпосереднішу участь. Декількома тижнями раніше Центральний комітет партії есерів засудив командувача Чорноморського флоту адмірала Г.П. Чухніна до страти. Виконання вироку було доручено групі відомого терориста Бориса Савінкова, який із цією метою прибув до Севастополя. 14 травня 1906 року член місцевого Севастопольського комітету партії есерів М.Макаров здійснив замах на коменданта Севастопольської фортеці генерал-лейтенанта В.С. Неплюєва.  Б.Савінков, який не знав про плани севастопольської бойової групи есерів, не був готовий до такого розвитку подій і під час облави був заарештований, але вже 16 липня за доомогою Сулятицького втік з-під варти і переховувався на околицях Севастополя. Стало ясно, що він має терміново залишити Росію.
Разом із видатним есером Л.І. Зільбербергом та ще двома товаришами 25 липня 1906 Борис Савіков був переправлений до Румунії. Здійснив цю операцію на боті «Олександр Ковалевський» Б. Н. Нікітенко, допомагали йому два матроси, в ролі одного з яких виступав двоюрідний брат М. М. Шишмарьов.
Повернувшись із Румунії, Борис Нікітенко невдовзі вирушив до Петербурга, де увійшов до складу «Бойової організації» при ЦК партії соціалістів-революціонерів. Після Савінкова організацією керував повернувся до Петербурга Л.Зільберберг. У цей період «організація» підготувала низку терористичних актів. 21 грудня 1906 був вбитий петербурзький градоначальник В. Ф. фон дер Лавніц. Цей замах став приводом для арешту 8 лютого 1907 року Зільберберга та його помічника Василя Сулятицького. Обидва вони були засуджені судом до страти.
З моменту арешту Зільберберга керівництво бойовою організацією перейшло Б.М. Нікітенка («Капітан»). У групі, що отримала назву «загін Нікітенка», він був одним із наймолодших, але єдиним професійним військовим. Навесні 1907 року під його керівництвом готувалися замахи на великого князя Миколу Миколайовича, прем'єр-міністра П.А. Столипіна та імператора Миколу II . Для своїх цілей загін мав складом зброї. Діяльність «загону Нікітенка» була припинена на етапі збору відомостей про маршрути пересування майбутніх жертв, визначення виконавців та розробки планів замахів.

### Суд та страта
31 березня 1907 року після тривалої розробки, яка здійснювалася таємною поліцією за доносом козака Власної Його Імператорської Величності Конвою Миколи Ратімова про спробу його вербування терористами, вся група була заарештована і поміщена до Будинку попереднього ув'язнення біля Літєйного мосту (пізніше з'ясувалося, що до арешту причетний провокатора Є.Ф. Азеф). Що стосується Бориса Нікітенка, то спочатку він утримувався у Трубецькому бастіоні Петропавлівської фортеці і лише на період слухання справи в суді було переведено до Будинку попереднього ув'язнення.

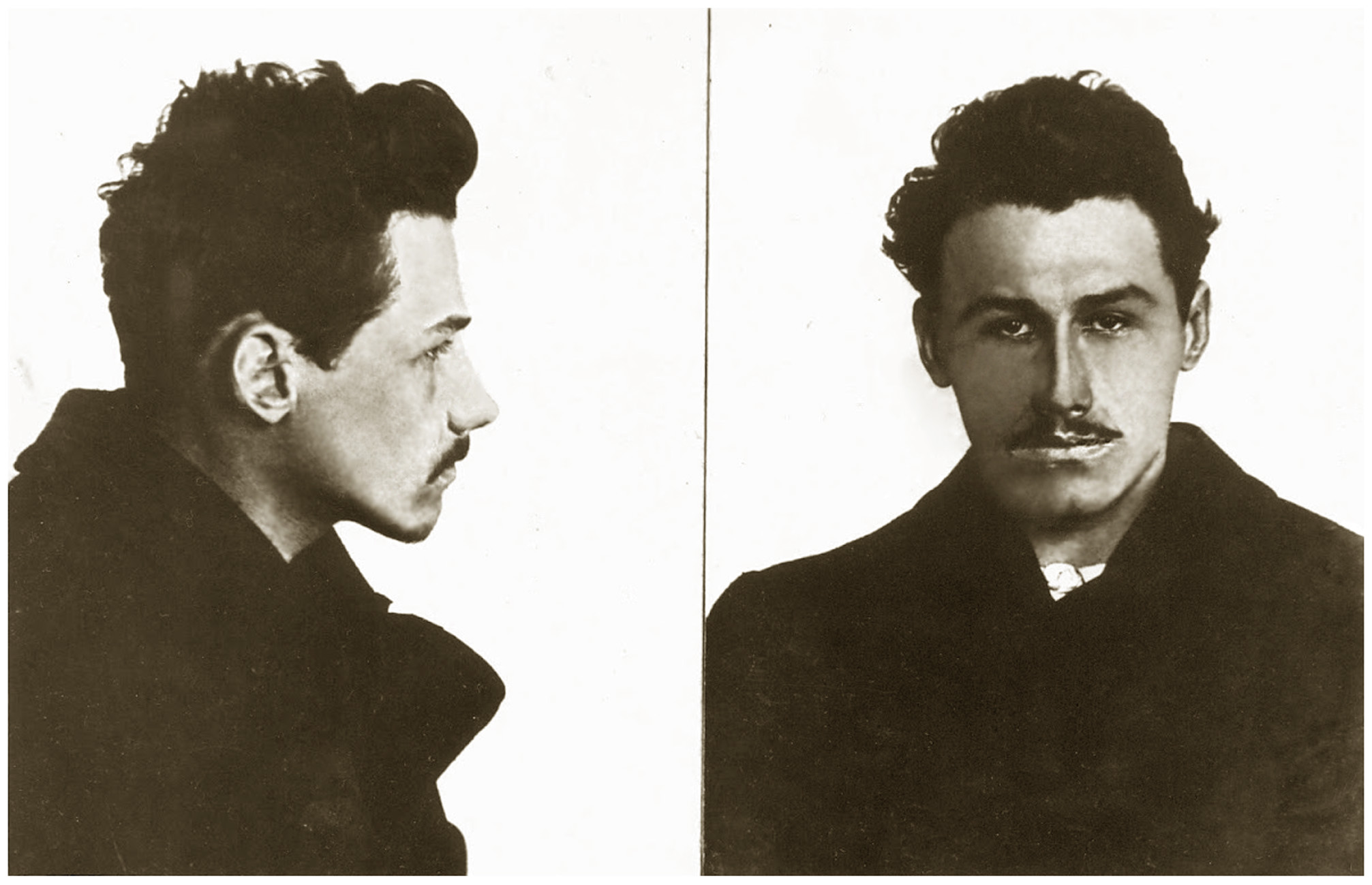
Борис Миколайович Нікітенко. Будинок попереднього ув'язнення, 1907 р.

Під час обшуку в Б.М. Нікітенка було виявлено кілька підробних паспортів, конспіративне листування, креслення з планом розташування приміщення під кабінетом імператора в Царськосельському Палаці та вказівкою маршруту, яким можна було туди проникнути. Крім того, було знайдено два листи невідомого автора та дві телеграми з Царського Села з умовними фразами.
Слухання справи у Петербурзькому військово-окружному суді на Літєйному проспекті розпочалося 7 серпня 1907 року. Перед судом постало 18 чоловік. На думку С.Д. Ніконова, який знав ситуацію «зсередини», далеко не всі з них входили до складу «Загону Нікітенка» і опинилися на лаві підсудних випадково і лише тому, що зовнішнім спостереженням було зареєстровано їхні контакти з Нікітенком. Так, наприклад, перед судом постали чотири родичі головного підсудного, які навіть не підозрювали про замах, що готувався. Навпаки, його двоюрідний брат М. М. Шишмарьов з дружиною, що активно допомагали Борису Миколайовичу, хоч і були заарештовані, але у справі про царевбивство, що провалилося, не проходили.
Захист підсудних здійснювала група адвокатів зі співдружності «Молода адвокатура», у тому числі: С. А. Андреєвський, В.А. Маклаков, Н.К. Муравйов, С.А. Соколов, А.С. Зарудний, П.М. Переверзєв та інші. Сам Борис Миколайович від послуг адвокатів тривалий час відмовлявся. Не скористався він навіть допомогою свого родича (чоловіка Ольги Андріївни — рідної сестри матері) присяжного повіреного Миколи Платоновича Карабчевського. Маючи багатий досвід захисту саме за політичними статтями та завжди домагаючись пом'якшення покарань своїм підзахисним, цього разу він міг лише спостерігати процес із зали суду. Тільки перед самим початком процесу, поступившись проханням матері, Борис Нікітенко погодився, щоб його захист здійснювали рідний дядько, присяжний повірений Олексій Андрійович Ніконов, та відомий адвокат Л. М. Андроніков.

По суті пред'явлених звинувачень та за домовленістю з ЦК партії есерів, який із тактичних міркувань вирішив дистанціюватися від підготовки цього терористичного акту, Б. М. Нікітенко пояснив на суді, що не належав до партії соціалістів-революціонерів, а лише поділяв її ідеї. За його словами, ЦК партії ухвалив рішення припинити терор, повіривши обіцянкам Уряду скликати Другу Державну Думу. Він же, не пов'язаний партійною дисципліною, поставив за мету на свій страх і ризик збирати різні відомості, які могли б виявитися корисними для замаху.На суді єдиний із усіх Нікітенко не відмовлявся від існування планів замаху, намагаючись узяти всю провину на себе. Свої пояснення він давав спокійним, твердим голосом і був дуже впевнений. Така манера виступу викликала повагу:
«Усі ці пояснення Нікітенко давав спокійним, твердим голосом і взагалі поводився з великою гідністю. У цьому двадцятитрирічному юнаку відчувалася велика витримка, незвичайний характер»— 
Крім фантастичної ідеї замаху з допомогою аероплана суд встановив існування щонайменше трьох різних планів вбивства царя. Було доведено і факт початку практичної підготовки того з них, де замах мав здійснити В. А. Наумов, запроваджений у палацову співочу капелу.Рішення суду було оголошено 16 серпня 1907 року.
«...підсудні Б.М.Нікітенко, Б.С.Синявський і В.А.Наумов були визнані винними в приготуванні, за угодою між собою, до посягання на життя Священної Персони Государя імператора і присуджені, по позбавленні прав стану, до страти. через повішення. Ті ж Нікітенко і Синявський, а також Пігіт, Бібергаль, Рогальський і Колосовський визнані винними в участі в товаристві, що склалося для вчинення насильницького посягання на зміну існуючого в Росії способу правління, і останні четверо засуджені, по позбавленні прав стану до каторги — Колосовський неповнолітній, терміном на 4 роки, а решта на 8 років кожен»— 

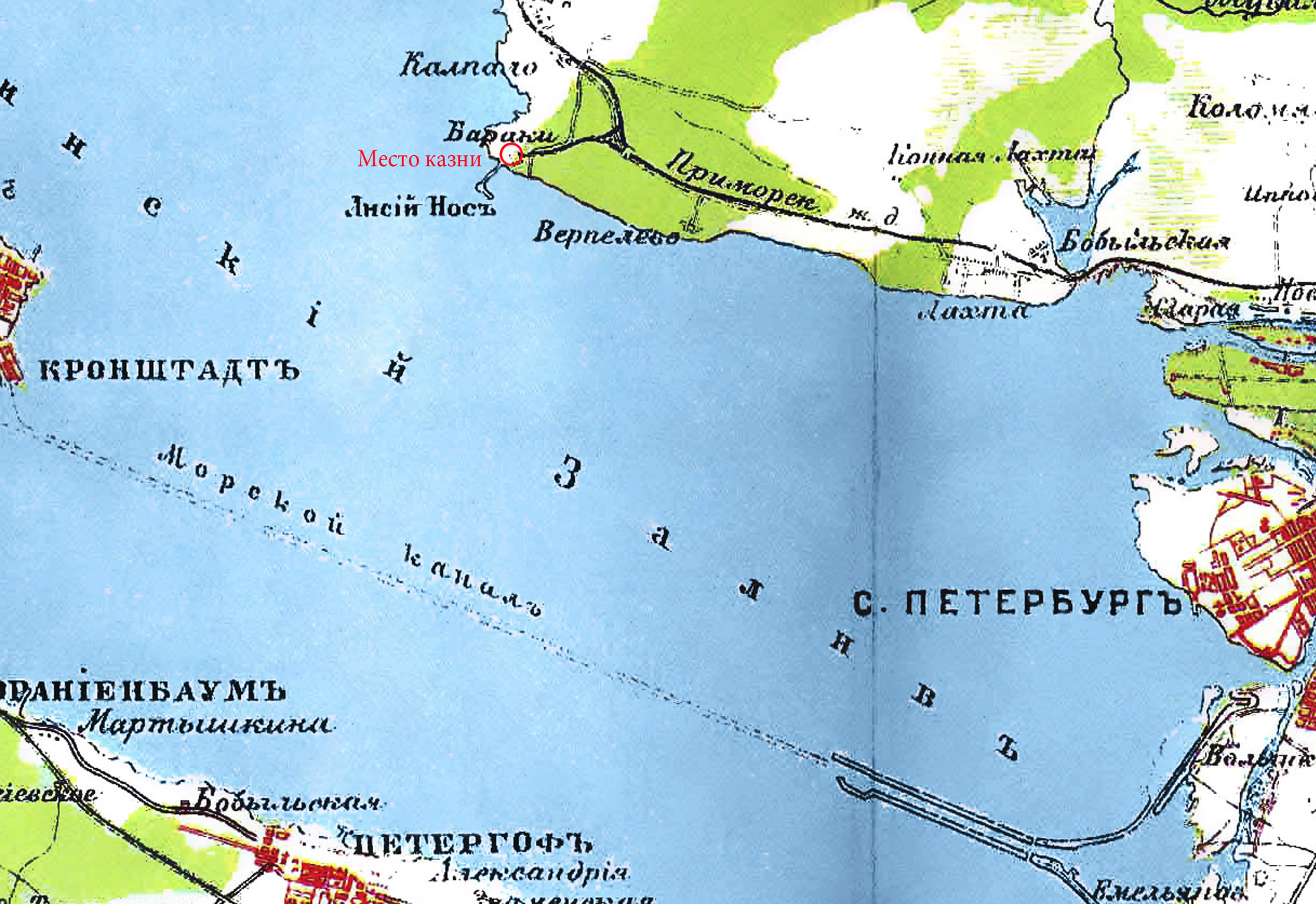
Лисячий Ніс. Місце страти Бориса Нікітенка. Карта 1898

П'ять осіб із групи було виправдано, решті визначено різні терміни заслання на поселення. По суті, трьох засуджених до смерті було засуджено не за вчинений злочин, а лише за намір його здійснити. Процес над групою Бориса Нікітенка було знищено залишки терористичної організації Савінкова-Зільберберга-Никитенка.
20 серпня, у день двадцятитриріччя головного фігуранта Б.М. Нікітенку, засудженому до смерті, було оголошено, що «касаційній скарзі, від імені захисту та підсудних у справі про змову не дано ходу і що вирок конфірмований» . Їм було надано 20 хвилин для взаємного спілкування, під час якого Нікітенко, як міг, заспокоював товаришів. Крім цього, Борису Миколайовичу було дозволено попрощатися з дружиною свого брата, яка була в одній із сусідніх камер — Селіною Артурівною Шишмарьовою. О 2 годині ночі 21 серпня засуджених у кайданах посадили на баржу і на буксирі відвезли Невою до Фінської затоки.
З грудня 1906 року виконання смертних вироків політичним ув'язненим нерідко стало здійснюватися в дачному селищі Лисячий Ніс на території, що охороняється, за закинутими пороховими складами, що знаходилися тут біля самого берега затоки. Весь шлях по воді від Будинку попереднього ув'язнення і до пристані поряд із залізничною станцією «Лисячий Ніс» (зараз станцією «Лисячий Ніс» називається колишня платформа «Роздільна», що знаходиться трьома кілометрами раніше) становив близько 25 км. Першими за замах на колишнього московського генерал-губернатора Ф. В. Дубасова тут були позбавлені життя Петро Воробйов та Василь Березін. Потім стратили «невідомого, який відмовився себе назвати» — за вбивство начальника головного військово-судового управління генерал-лейтенанта В.П. Павлова. За місяць перед Нікітенком на Лисому Носі були повішені його товариші, есери Микола Любомудров, Іван Пукжліс та Микола Сидоров за збройний напад на приватний ломбард. Виконання смертних вироків на Лисому Носі тривали й у наступні роки. Вже після Нікітенка з товаришами тут були страчені члени «Летючого загону» есерів Альберта Трауберга.

Для страт застосовувалася розбірна шибениця, яка доставлялася з кронштадтського форту № 6, збиралася безпосередньо перед акцією, а відразу після завершення відвозилася назад. Ховали страчених, попередньо знявши кайдани, тут же в безіменних могилах у лісі на березі Фінської затоки.
«Смерть відбувалася на світанку на Лисячому Носі. Щойно засуджені висадилися й у супроводі конвою наблизилися до ешафоту, товариш прокурора запропонував їм написати листи чи словесно передати щось рідним. Засуджені відмовилися. Потім до них пішов священик із пропозицією поговорити, причаститися. Нікітенко та Синявський відмовилися. Наумов вислухав короткий наказ священика, поклав два земні поклони і був страчений першим. Другим був страчений Нікітенко та останнім Синявський. Смерть настала негайно»— 
«Про себе писати зовсім нічого. Скажу тільки, що спокійний і готовий до всього. Якщо щось і турбує, то тільки думка про тих, хто страждає через мене. І як тільки процес припинить їхні страждання (я хочу вірити, що це буде так), я буду щасливий…» з листа тітоньці напередодні суду.
Наступного дня 22 серпня 1907 року, можливо, для того, щоб наголосити на своїй лояльності до сім'ї покійного, Микола II підписав указ про провадження Миколи Кіндратовича Нікітенка в полковники, а у 1916 він став генерал-майором.

## Родина
Власну родину Нікітенко завести не встиг. У сім'ї батьків було 9 дітей.
- брат: Гліб Миколайович Нікітенко (1891, Севастополь - 28.04.1984, Канни)[10] — випускник Морського кадетського корпусу 1910 року. Учасник Першої світової війни у складі Балтійського флоту; Георгіївський кавалер (ВП з Морського відомства від 09.01.1917 № 26)[26]. У Добровольчій армії та ВРЮР до евакуації з Криму: з квітня 1919 командир Морського офіцерського загону; капітан 2-го рангу (28.03.1920). На 25.03.1921 перебував у складі російської ескадри в Бізерті — командир криголама "Джигіт", з квітня 1921 року— в штабі ескадри, у червні — на крейсері "Генерал Корнілов", з жовтня 1921— флагманський штурман. В еміграції з квітня 1922 року в Рабаті (Марокко), 1933-1935 на Мадагаскарі (Таматава). Одружений. Соч. : статті у «Морському журналі»;
- дядько: Сергій Андрійович Ніконов (26.02.1864, Одеса - 09.01.1942, Ленінград)[27] — член партії «Народна воля» c 1885, сподвижник Олександра Ульянова, один з учасників підготовки замаху на імператора Олександра III;
- дядько: Микола Платонович Карабчевський (29.11.1851, Херсонська губернія — 22.11.1925, Рим) — присяжний повірений, член рада Петербурзького облікового та позичкового банку;
- дядько: Олексій Андрійович Ніконов (23.01.1866, Севастополь - 29.11.1924, Москва) — присяжний повірений, революційний та земський діяч у Саратові, масон[28].
- двоюрідний брат: Михайло Михайлович Шишмарьов (1883, Двінськ - 1962, Москва) — авіаконструктор, генерал-майор авіації.
- дід: Андрій Іванович Ніконов[ru] (1811, Петрбург — 1891, Петербург) — російські військовий моряк, адмірал Російського імператорського флоту; спадковий дворянин Петербурзької губернії. Учасник Кавказької війни, учасник Кримської війни та Оборони Севастополя (1854-1855). Командир лінійного корабля "Варна". Командував 45-м флотським екіпажем Чорноморського флоту. Командир батареї №5 «Ніконівська». Тимчасово в. д. начальника Бакинської морської станції (1860). Капітан Одеського карантинного порту (1859-1865). Командир Севастопольського порту (1865-1868). Голова Миколаївського військово-морського суду (1868-1876). Міський голова Севастополя, командир порту і комендант (1876—1882). Голова Головного військово-морського суду Російської імперії(1891).
- батько: Микола Кіндратович Нікітенко (24.12.1855 — 04.10.1934) — здобув освіту у Володимирській Київській військовій гімназії. До служби вступив 31.08.1873. Закінчив Миколаївське інженерне училище (Петербург). Випущений Підпоручиком (ст. 10.08.1876) до 28-ї артилерійської бригади. Учасник російсько-турецької війни 1877–78. Поручник (ст. 26.12.1877). Штабскапітан (ст. 18.12.1880). Капітан (ст. 16.12.1890). Закінчив Офіцерську артилерійську школу. Підполковник (ст. 01.01.1898). Командир 5-ї батареї 28-ї артилерійської бригади (з 01.01.1898). Командир 1-ї батареї 13-ї артилерійської бригади (з 09.05.1898). Полковник (пр. 1907; ст. 22.08.1907; за відзнаку). Командир 2-го дивізіону 1-ї Сибірської арт. бригади (з 22.08.1907). На 1914 р. у списках не значиться, очевидно вийшов у відставку. Після початку світової війни повернувся на службу. Командир 2-й запасний арт.бригади (з 25.08.1914). Генерал-майор (ст. 18.01.1917). На 10.07.1916 в тому ж чині та посаді. Учасник Білого руху Півдні Росії. Комендант Севастополя. В еміграції в Югославії, проживав у м. Меліні (Герцег-Нові). Похований на російському меморіальному цвинтарі у Савино (Чорногорія)[29].
- мати: Ганна Андріївна Нікітенко (Ніконова) (1861 — 1934, Герцег-Нові)[30].

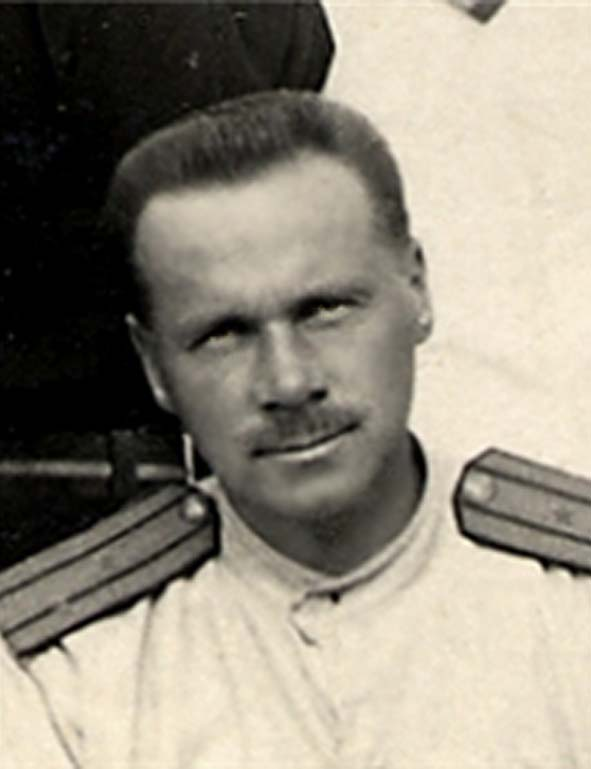
Гліб Миколайович Нікітенко — брат
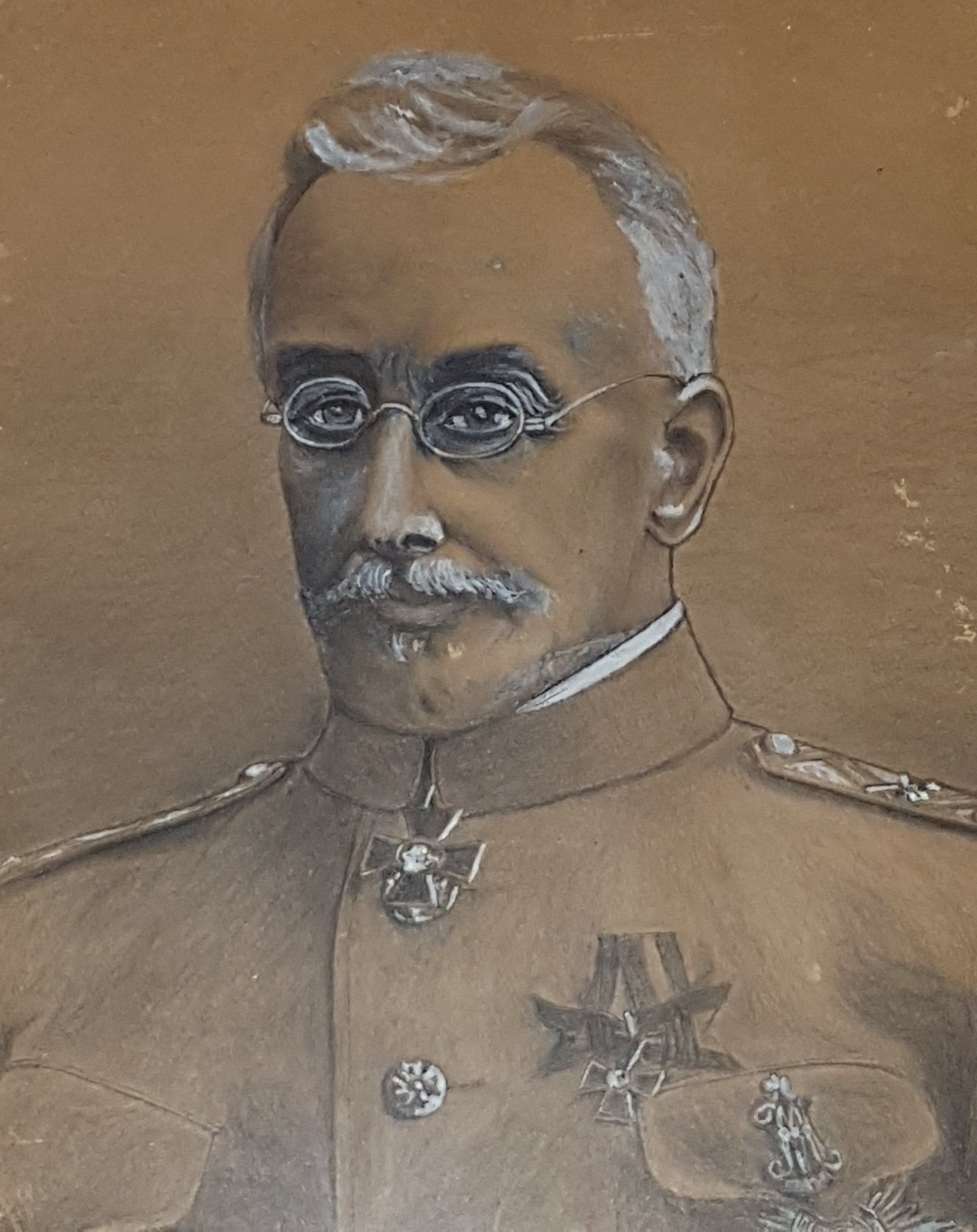
Микола Кіндратович Нікітенко — батько
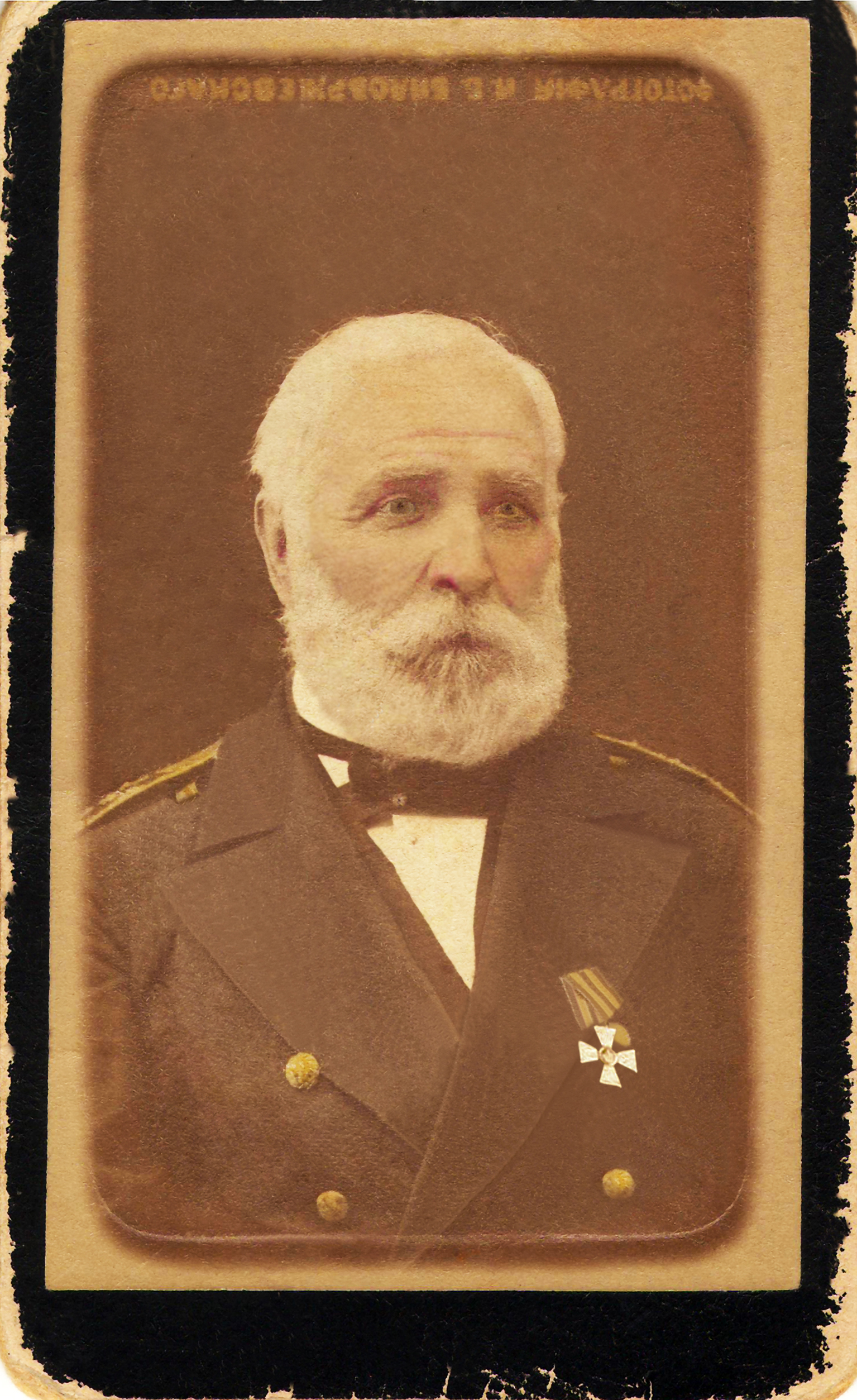
Адмірал Андрій Іванович Ніконов — дід
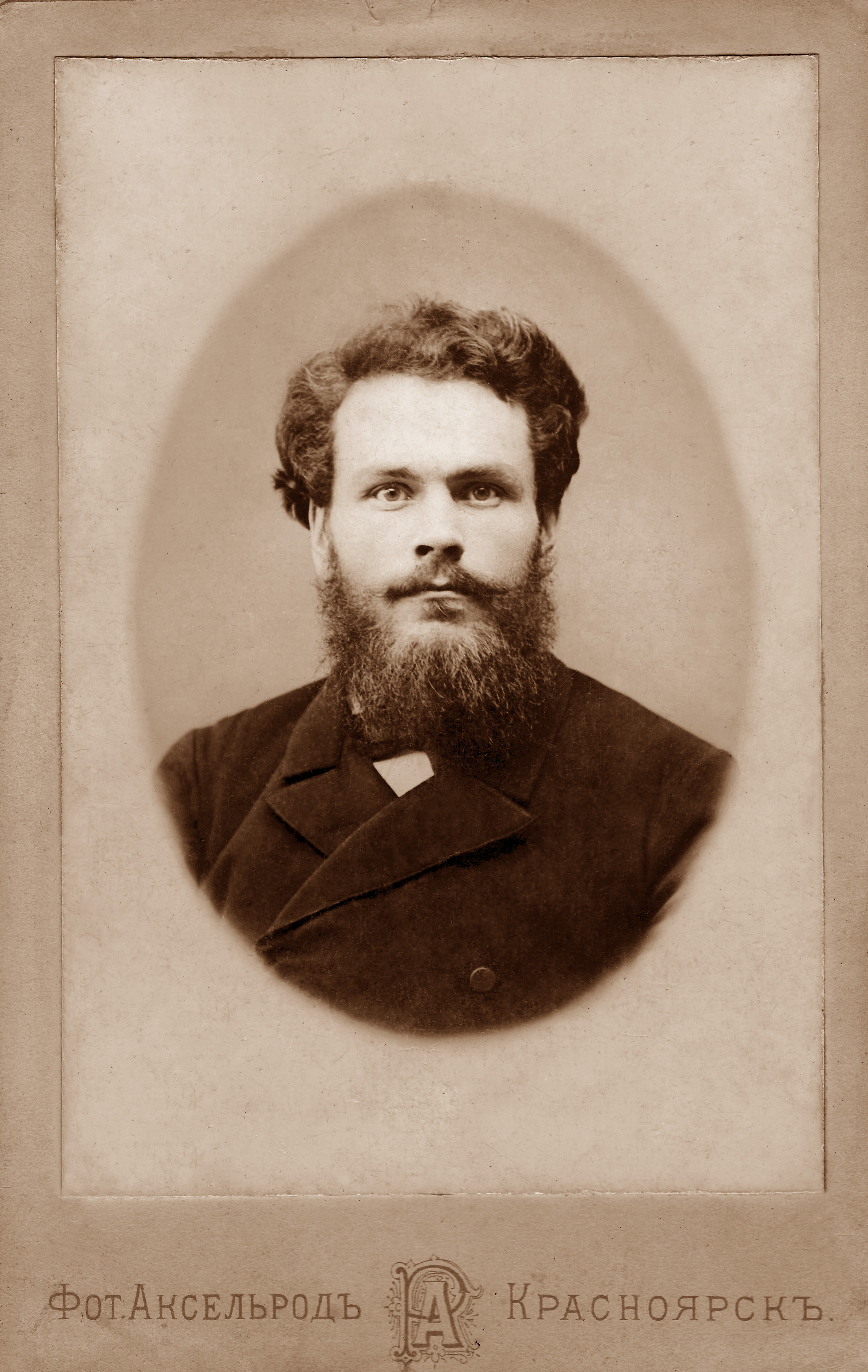
Сергій Андрійович Ніконов — дядько
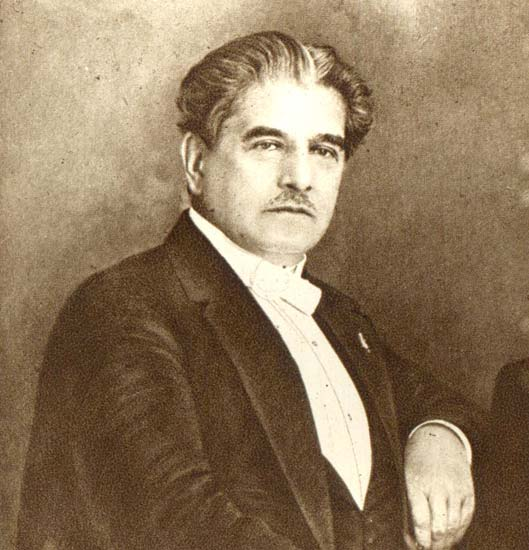
Микола Карабчевський — дядько
Михайло Шишмарьов — кузен